# Façana del segle XVI (Tona)
La façana del segle XVI és una obra de Tona (Osona) inclosa a l'Inventari del Patrimoni Arquitectònic de Catalunya.

## Descripció

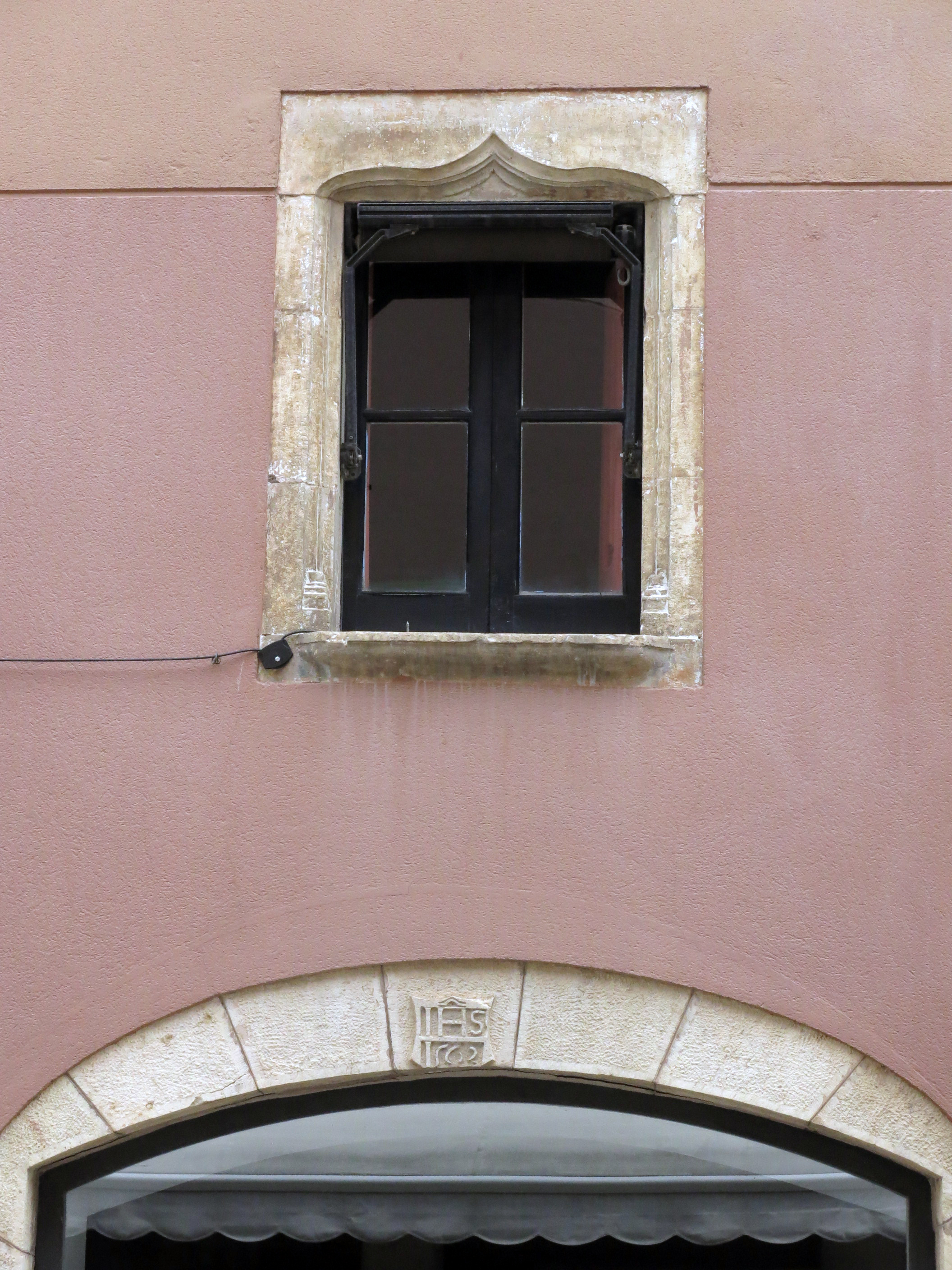
Detall de l'arc del portal i de la finestra

A la planta baixa hi ha un portal d'arc rebaixat i la inscripció IHS 1562, damunt hi ha una finestra amb pedra treballada i ampit. La resta de la façana fou restaurada i modificada posteriorment amb unes llosetes uniformes combinant colors blavosos, grisos i marrons. També hi ha dues obertures posteriors.

## Història
El poble de Tona no té cap edificació anterior al segle xvi. Seria de les més antigues, ja que la majoria arrenquen a finals del segle xvi.